# Lì xì

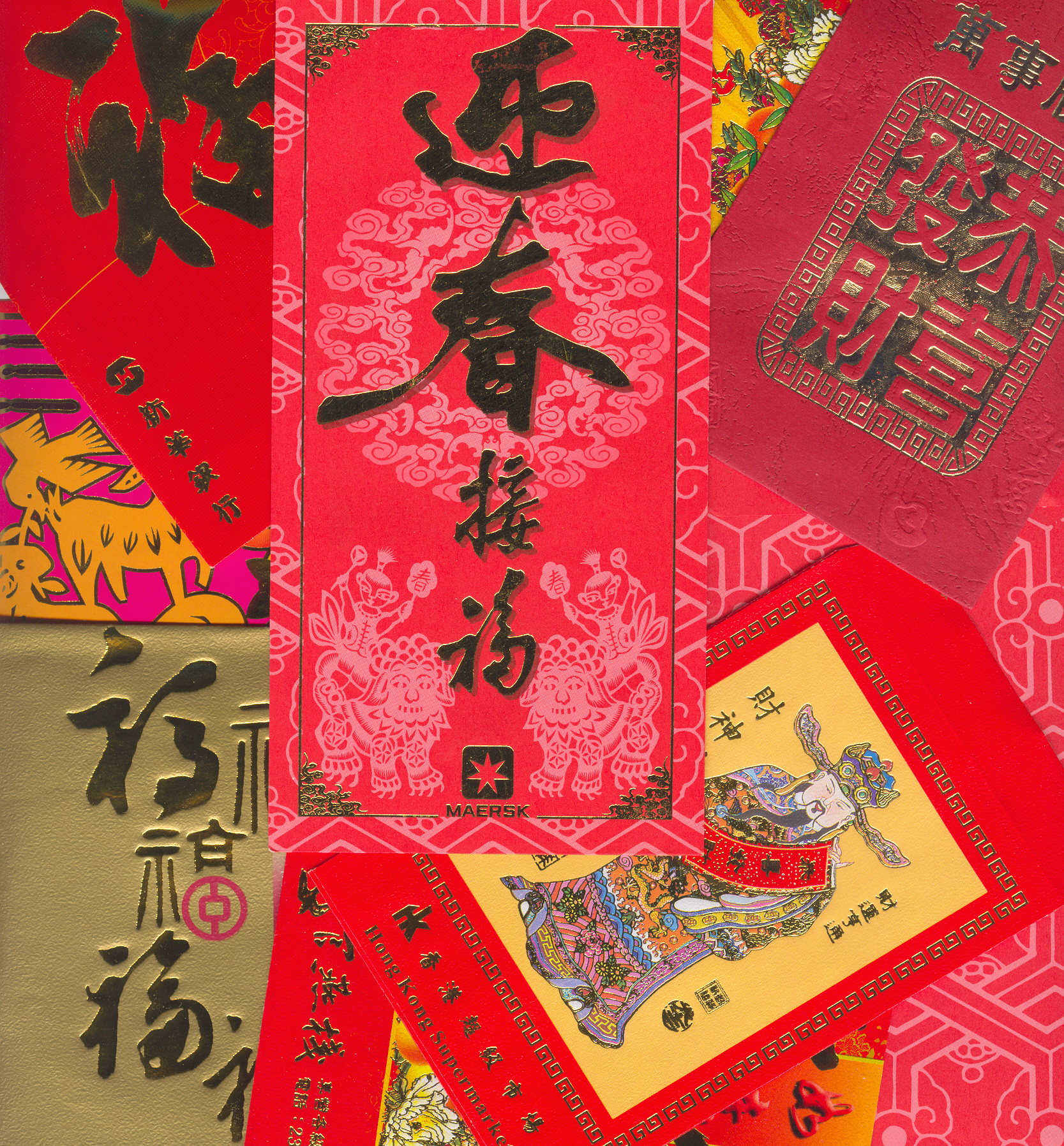
Phong bì lì xì

Lì xì (tiếng Hán: 利事 / 利市 / 利是) mừng tuổi, Hồng bao (tiếng Hán: 紅包)hay Phong bì đỏ là một tên gọi của tục lệ người lớn hơn mừng tuổi trẻ em trong dịp Tết Nguyên Đán ở các nước Á Đông, đó là lệ đặt tiền vào chiếc phong bì nhỏ có trang trí màu đỏ hoặc vàng son rực rỡ để mừng tuổi trẻ em. Trong phương ngữ miền Nam của tiếng Việt, tiền ấy được gọi là tiền lì xì. Ngày nay người ta thường chuyển khoản bên cạnh việc sử dụng Hồng bao như trước đây.

## Từ nguyên
Theo tác giả Hạo-nhiên Nghiêm Toản , "lì xì" có gốc là từ 利市 (lợi thị) trong tiếng Trung. Từ này phiên âm kiểu pinyin là lì shì, có ba nghĩa như sau:
1. Số lời thu được do mua bán mà ra;
2. Tốt lành, có lợi. Tháng Chạp ngày 24, khắp thị tỉnh (nhà quê, kẻ chợ) đều làm lễ rước Na (để khu trừ quỷ dữ), trống (rước) Na đến khắp mọi nhà cầu xin Lợi-thị (Theo Đông-kinh mộng-hoa-lục). - Khi người phụ nữ lấy chồng về đến cửa, mọi người đi theo cũng như người nhà đều xin Lợi-thị (hoặc đồ vật, hoặc là tiền);
3. Vận tốt, vận may. Sách "Bắc-mộng-tỏa-ngôn" rằng: "Khi Hạ-hầu Tư chưa gặp thời, còn luân lạc linh đinh, người ta gọi Tư là viên Tú-tài chẳng Lợi-thị";

Trong cả ba trường hợp, "lợi-thị" hay "lì-xì', đều có nghĩa là được lợi, được tiền, được may mắn. Tác giả Hạo-nhiên khẳng định rằng tiền Lì-xì, mừng tuổi, chính là thứ tiền đem lại cái hên, điều lành, điều tốt, cho trẻ em dịp đầu xuân.
Tuy nhiên, giả thuyết rằng chữ Lì-xì là hai chữ Hán-Việt "lợi thị"(利是) đọc theo âm Quảng Đông được chấp nhận rộng rãi. Phong tục tặng phong bao bằng giấy điều trong đựng tiền cũng có ở Trung Quốc. Trong tiếng Quan Thoại, tục này được gọi là 紅包 ("hồng bao"), trong tiếng Quảng Đông là 利是 (lợi thị), 利市 (lợi thị) hoặc 利事 (lợi sự).
Ở Trung Quốc và các cộng đồng người Hoa, tục lệ lì xì không chỉ có trong Tết Nguyên Đán mà còn trong nhiều dịp khác, và cũng không chỉ dành cho trẻ em. Chẳng hạn trong phong tục cưới hỏi, gia chủ thường tặng lì xì cho đội bưng quả (bê tráp), hoặc trong ngày khai trương, sinh nhật..., chủ nhân cũng tặng lì xì cho khách.